# Дуты (Тверская область)
Дуты — деревня в Кимрском районе Тверской области. Входит в состав Печетовского сельского поселения.

## География
Находится в юго-восточной части Тверской области на расстоянии приблизительно 38 км на север-северо-запад по прямой от районного центра города Кимры в левобережной части района.

## История
Известна была с 1757 года как пустошь, владение Ивана Ивановича Вранникова. С 1791 отмечается как деревня Дутая. В 1859 году здесь (деревня Корчевского уезда Тверской губернии) было учтено 19 дворов, в 1887 — 26.

## Население
Численность населения: 136 человек (1859 год), 128 (1887), 0 как в 2002 году, так и в 2010.